# Boethella guidottiae
Boethella guidottiae là một loài tò vò trong họ Ichneumonidae.